# 2943 Heinrich
2943 Heinrich è un asteroide della fascia principale. Scoperto nel 1933, presenta un'orbita caratterizzata da un semiasse maggiore pari a 2,4484100 UA e da un'eccentricità di 0,1536741, inclinata di 12,93534° rispetto all'eclittica.